# Стихийный материализм
Стихийный материализм (англ. Materialism spontaneous, нем. Materialismus spontaner) или наивный материализм — форма материализма, отождествляющая материю с её непосредственными проявлениями в форме стихий. В качестве такой стихии может рассматриваться огонь, вода, воздух или земля. Сознание человека — модифицированная стихия. Стихийный материализм был свойственен ранней древнегреческой философии.
Стихийный материализм проявляется в ограниченном использовании некоторых идей философского материализма в научном исследовании.